# آلاوردی فایرویان
آلاوردی هاسراتی فایرویان (ارمنی: Ալավերդի Հասրաթի Ֆայրոյան؛  زادهٔ تاریخ نامعلوم - درگذشته تاریخ نامعلوم) کارشناس علوم پرورشی اهل ارمنستان بود.

## زندگی‌نامه
در سال‌های نسل‌کشی ارمنی‌ها والدینش را از دست داد. به نحوی به ارمنستان شرقی نقل مکان کرد و تا سال ۱۹۲۹ در پرورشگاه‌ها زندگی کرد. در سال 1929 از آموزشگاه علوم پرورشی لنیناکان فارغ‌التحصیل گشت. همچنین برندهٔ جوایزی همچون آموزگار شایسته ارمنستان شوروی (۱۹۶۰)، نشان لنین و نشان جنگ میهنی (درجه دو) شده است. سال درگذشت نامعلوم است